# آرکیدی ماردوینوف

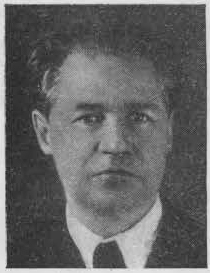
آرکیدی ماردوینوف

آرکیدی گریگوریویچ موردوینوف (به انگلیسی: Arkady Grigoryevich Mordvinov) (روسی: Аркадий Григорьевич Мордвинов؛ (Мордвишев) Мордвишев)، متولد ۲۷ ژانویه، ۱۸۹۶– ۲۳ ژوئیه ۱۹۶۴) معمار و مدیر ساخت و ساز اتحاد جماهیر شوروی، برجسته برای معماری استالینیستی خیابان Tverskaya، خیابان لنینسکی، آسمان خراش هتل اوکراین در مسکو و نقش اداری وی در صنعت و معماری ساخت و ساز اتحاد جماهیر شوروی بود.